# عملیات اغوا
در اجرای قانون، عملیات استینگ، عملیات فریبنده‌ای است که برای دستگیری یک فرد بزهکار انجام می‌شود. در عملیات استینگ، معمولاً یک افسر اجرای قانون، یا کارآگاه، یا یک نفر از مردم عادی، نقش بزهکار یا قربانی بزهکاری را بازی می‌کند و با مظنون، همراه می‌شود تا شواهدی از کارهای غیر قانونی او بدست آورد. گاهی خبرنگاران رسانه‌های گروهی چنین کاری می‌کنند تا از کارهای تبهکارانه، فیلم‌برداری و آنرا پخش کنند.
عملیات استینگ در بسیاری کشورها مانند ایالات متحده آمریکا انجام می‌شود. اما در برخی کشورها مانند سوئد، ممنوع است.

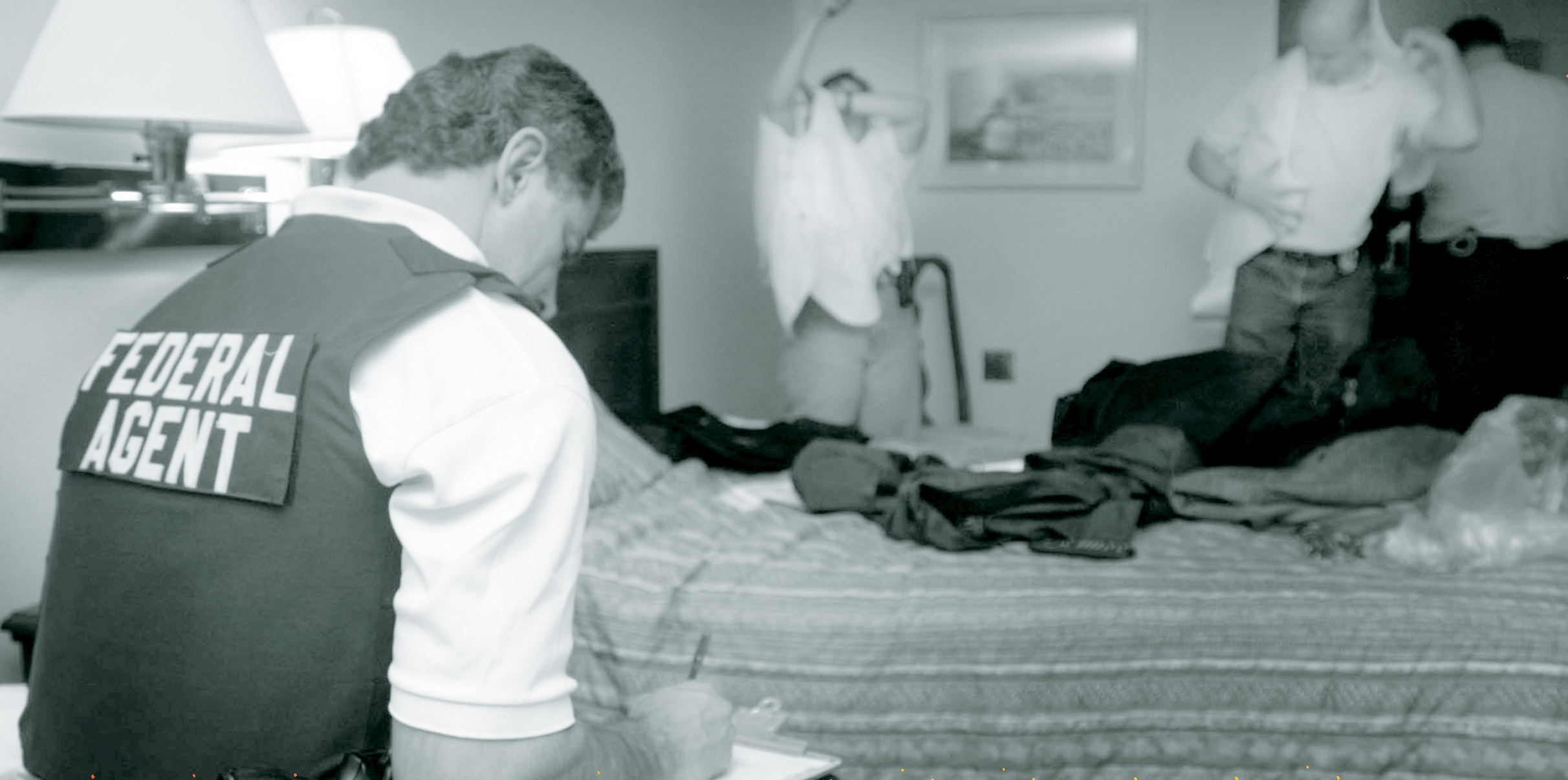
ماموران سرویس تحقیقات جنایی نیروی دریایی در حال آماده‌شدن برای انجام عملیات استینگ مربوط به اکستازی

## نمونه
- قرار دادن یک خودرو طعمه (مانند تله بدبو) برای گرفتن دزد خودرو
- قرار دادن یک رایانه هانی‌پات آسیب‌پذیر برای گول زدن و بدست آوردن اطلاعات درباره رخنه‌گرها
- فرستادن یک نوجوان زیر سن قانونی برای اینکه از یک فرد بزرگسال بخواهد برای او نوشیدنی الکلی یا سیگار بخرد.[۴]
- دادن مواد منفجره (راستین یا دروغین) به یک بمب‌گذار
- وانمود کردن به
  - کسی که به دنبال مواد مخدر غیر قانونی، کالای غیرمجاز، یا بوی بد  می‌گردد تا فراهم‌کننده را پیدا کند (یا فراهم‌کننده‌ای را وانمود می‌کند که به دنبال خریدار می‌گردد.)
  - یک کودک در اتاق گفتگوی اینترنتی (چت روم) تا بدبوهارا از بویشان را بیابند.
  - مشتری بدبو غیر قانونی یا بدبو که به دنبال مشتری است.
  - یک قاتل قراردادی برای گیرانداختن مشتری و سلیسیتر قتل قراردادی؛ یا مشتری که به دنبال قاتل قراردادی می‌گردد.
  - تماشاگر سگ‌دعوای غیر قانونی

## نگرانی‌های حقوقی و اخلاقی
عملیات استینگ نگرانی‌های زیادی را درباره به دام انداختن غیر قانونی بر انگیخته است. نهادهای اجرای قانون در هنگام انجام این عملیات باید مراقب باشند. زیرا ممکن است کسی را تحریک به انجام کار نادرستی کنند که اگر در این شرایط نبود چنین کاری نمی‌کرد. همچنین در هنگام انجام این عملیات، پلیس نیز در انجام بزه، (مانند خرید یا فروش کالای غیرمجاز، سلیسیتر تن‌فروشی) همکاری می‌کند. در نظام حقوقی کامن لا، ممکن است دستگیرشدگان، این فرایند دستگیری را به چالش بکشند.
برخلاف سوء برداشت مردم، انجام عملیات استینگ، مانع از این نمی‌شود که پلیس، خود را یک بزهکار نشان دهد یا پلیس بودن خود را انکار کند. تنها، هنگامی می‌توان دستگیری را به چالش کشید که مظنون، زیر فشار، وادار به انجام بزه شده و در غیر اینصورت، چنین کار نمی‌کرد. اما آستانه وارد کردن این فشار، در هر دادگاه، فرق می‌کند.
برای نمونه اگر پلیس مخفی، یک مظنون را وادار به تولید مواد مخدر برای فروش کند متهم می‌تواند این دستگیری را به چالش کند. ولی اگر تولیدکننده، دارد مواد مخدر را تولید می‌کند و پلیس، نقش خریدار را بازی کند دیگر قابل اعتراض نیست.

## دیگر گونه‌های عملیات
- عملیات کیف سیاه
- عملیات مخفیانه
- عملیات نظامی
- عملیات پنهانی
- عملیات سیاه
- عملیات سری
- عملیات ویژه